# 道義
| ウィキペディアには「道義」という見出しの百科事典記事はありません（タイトルに「道義」を含むページの一覧/「道義」で始まるページの一覧）。 代わりにウィクショナリーのページ「道義」が役に立つかもしれません。 |